# 소날리 쿨카니

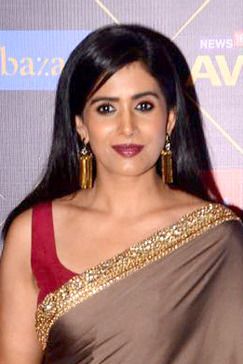

소날리 쿨카니(Sonali Kulkarni, 1974년 11월 3일 ~ )는 인도의 배우, 텔레비전 배우이다.
푸네에서 태어났다.

## 영화
- 캇차 림부 (2017년)
- 포스터 보이즈 (2017년)
- 더 굿 로드 (2013년)
- 모범경찰 싱감 (2011년) - 메가 역
- 신을 본 남자 (2011년)
- 러브 키츠디 (2009년)
- 모한다스 (2009년)
- 더 댐드 레인 (2009년)
- 웰 돈 대드 (2009년)
- 뭄바이 커팅 (2008년)
- 게팅 스케얼드 이즈 네서세리 (2006년)
- 화이트 레인보우 (2005년)
- 하난 (2004년)
- 신부와 편견 (2004년) - 찬드라 람바 역
- 다나브 (2003년)
- 딜 차타 해 (2001년)
- 마야 (2001년)